# Gentiana bavarica
Gentiana bavarica är en gentianaväxtart som beskrevs av Carl von Linné. Gentiana bavarica ingår i släktet gentianor, och familjen gentianaväxter. Inga underarter finns listade i Catalogue of Life.